# François Tombalbaye

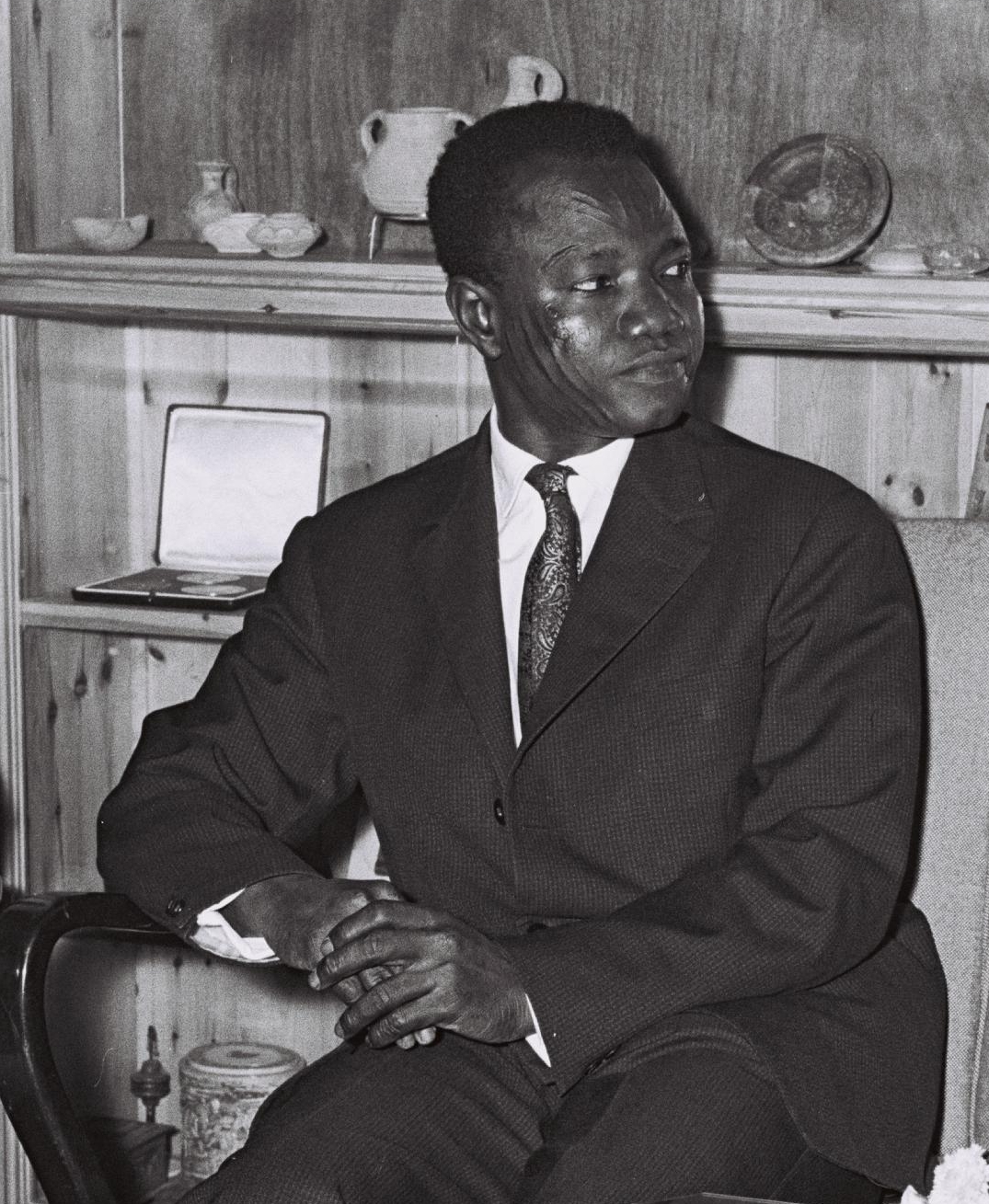
François Tombalbaye 1959.

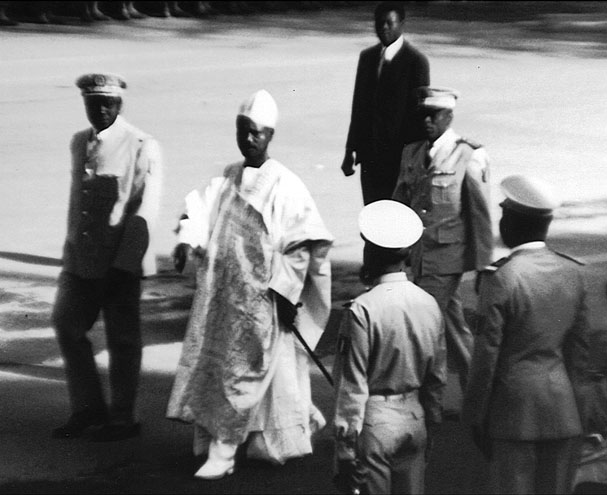
François Tombalbaye deltar i en parad 1970 med anledning av tioårsjubileet av Tchads självständighet.

François N’Garta Tombalbaye född 15 juni 1918, död 13 april 1975, var en tchadisk politiker.
Tombalbaye var president i Tchad 11 augusti 1960–13 april 1975, och var också regeringschef där 26 mars 1959–13 april 1975. Han mördades i en stormning av residenspalatset av Tchads armé. Han efterträddes som president av brigadgeneral Felix Malloum.
Han hette först François Tombalbaye, men afrikaniserade sitt namn till N’Garta Tombalbaye.

## Tillträde till makten
Tombalbaye var lärare och fackföreningsledare och representant från prefekturen Moyen-Chari. Han efterträdde 1959 Gabriel Lisette som ledare för Parti Progressiste Tchadien (PPT) och blev regeringschef samma år. Vid självständigheten i augusti 1960 hade PPT, som hade sitt stöd främst i södra Tchad, tydligt uppnått dominans, men Tombalbayes politiska skicklighet gjorde det möjligt för observatörer att tala optimistiskt om möjligheten att bygga en bred koalition av politiska krafter.
Tombalbaye ställdes inför en betydande uppgift när Tchad blev en suverän stat. Utmaningen för honom var att bygga en nation av ett vidsträckt och mångskiftande territorium som hade dåliga kommunikationer, få kända resurser, en begränsad marknad och en samling fattiga människor med skarpt åtskilda politiska traditioner, etniska och regionala lojaliteter och sociokulturella mönster. Kolonialmakterna som hade skapat landets gränser hade inte gjort mycket för att främja inbördes ekonomiskt beroende, politisk samverkan eller förståelse över kulturgränserna. Tchadier som hade hoppats att landets första president skulle visa sig vara en statsbyggare som 1200-talets Dabbalemi eller 1500-talets Aluma blev snart besvikna. Under dess första femton år genomgick Tchad under Tombalbaye försämrade ekonomiska förhållanden, så småningom alienering av de mest tålmodiga av utländska allierade, förvärring av etniska och regionala konflikter och svårartad försvagning av staten som styrmedel.

## Politik och metoder
Redan från början uppvisade Tombalbaye en autokratisk stil tillsammans med misstro mot demokratins institutioner. En vecka innan landet uppnådde självständighet rensade Tombalbaye ut Lisette från hans eget parti, förklarade Lisette som icke-medborgare medan han reste utomlands och förbjöd honom att återvända till Tchad. Denna "kupp genom telegram" var den första i en omfattande serie av Tombalbayes tilltagande auktoritära handlingar för att eliminera eller neutralisera motståndare.
För att öka sin makt och handlingsfrihet utlyste Tombalbaye ett förbud mot alla politiska partier utom PPT i januari 1962, och i april upprättade han ett presidentiellt styrelsesätt. När allvarliga upplopp bröt ut 1963 i N'Djamena och Am Timan utlyste regeringen undantagstillstånd och upplöste Nationalförsamlingen. Som ett led i en stor kampanj mot verkliga och inbillade politiska motståndare skapade Tombalbaye också en särskild brottmålsdomstol. Vid slutet av året innehöll landets fängelser ett veritabelt "vem är det" av tchadiska politiker. I juni 1964 gav en ny nationalförsamling Tombalbaye fullständig kontroll över alla tillsättningar till PPT:s politiska byrå, vilken då var den enda källan till politisk makt. Med PPT, regeringen och de högre nivåerna i förvaltningen fullpackade med lojala personer och med oppositionsledare i fängelse, exil eller fullständigt koopterade hade Tombalbaye fullständig kontroll över landet.
Ett försök att afrikanisera förvaltningen och säkerhetsstyrkorna så snabbt som möjligt kompletterade Tombalbayes drive för personlig makt. Afrikaniseringen var inte helt och hållet populär bland Tchads jordbrukare och herdar, trots deras djupa ogillande mot franskt kolonialstyre. En nedgång i kvaliteten på statlig service märktes omedelbart, delvis på grund av de vanliga svårigheterna vid en övergång, men också eftersom många av de nyligen anställda och befordrade tchadierna var mindre erfarna och mindre adekvat utbildade än sina franska motsvarigheter. Tombalbaye ökade missnöjet 1964 genom att införa en extra skatt under eufemismen "nationellt lån". Förutom detta hävdades att vissa statstjänstemän tvingade medborgare på landsbygden att göra betalningar som var tre gånger så stora som den officiella skattesatsen. Det rapporterades i ökande utsträckning om korruption och annat maktmissbruk medan Tchads nya ämbetsmän blev medvetna om både det ökade trycket och de minskade begränsningarna på statstjänstemän.
Eftersom den stora majoriteten av landets västerländskt utbildade och franskspråkiga medborgare kom från södern innebar afrikaniseringspolitiken ofta ökad andel personer från södern i Tchads regering. Tombalbayes misslyckande med att upprätta policyer för anställning och utbildning med syfte att åstadkomma större etnisk och regional balans i den offentliga förvaltningen var en av hans allvarligaste brister. En annan var hans frånvaro av framgång - eller brist på intresse - i att nå överenskommelser om maktdelning med viktiga ledare i Sahara- och Sahel-regionerna.
Missnöje med dessa brister uttrycktes med våld och regeringens svar var lika våldsamt. Explosiva konfrontationer skedde upprepade gånger då oerfarna sydtchadier, som inte förstod mycket av och brydde sig ännu mindre om traditionerna hos de folkgrupper som de styrde, ersatte erfarna franska administratörer.

## Inbördeskonflikter
Med tanke på Tchads historiska arv av motsättningar har vissa historiker hävdat att även den mest kompetente ledaren med de mest upplysta politiska handlingssätt så småningom skulle ha ställts inför separatiströrelser eller väpnat motstånd. Tomalbaye påskyndade dock utbrottet av inbördeskonflikten genom att snabbt förbruka sin legitimitet genom repressiv taktik och favorisering av en viss region.
Den 1 november 1965 fick frustration över vad som uppfattades som statlig vanskötsel och missbruk av skatteindrivningen ett utbrott i upplopp i orten Mangalmé i prefekturen Guéra. Femhundra personer dog, däribland områdets ledamot av Nationalförsamlingen och nio andra statliga ämbetshavare. Från Mangalmé och den närliggande prefekturen Batha spreds upproret till prefekturerna Ouaddaï och Salamat, där i februari 1967 prefekten och viceprefekten blev dödade. I augusti 1968 utbröt ett större myteri i Aozou bland det touboudominerade Nationella nomadgardet, vilket belyste de pågående oroligheterna i norr. Under samma år började regeringsfientliga verksamheter och skrifter uppträda i prefekturen Chari-Baguirmi, bara omkring 100 kilometer från N'Djamena. Det blev osäkert att färdas i stora delar av centrala Tchad, och regeringens makt i norr hade vid 1969 begränsats till garnisonsorterna Faya Largeau, Fada, Bardaï och Ounianga Kébir.
Förutom historiska orsaker och det som Tombalbaye själv senare skulle kalla "maladministration" (vanstyre), uppmuntrade landets arabiskspråkiga grannar uppror i Tchads norra och centrala regioner. I Sudan och Libyen uppträdde många självutnämnda "befrielsefronter" i mitten av 1960-talet, gav ut manifest och gjorde anspråk på att leda upproriska grupper inom Tchad. Den mest framträdande av dessa fronter, Front de Libération Nationale du Tchad (FROLINAT), bildades i juni 1966 i Nyala i sydvästra Sudan. Diverse skiljaktigheter ledde snart till att fronten splittrades. En grupp flyttade till Khartoum och en annan, som behöll beteckningen FROLINAT, inrättade sig i Alger och Tripoli.
Tombalbayes första reaktion på den ökande regeringsfientliga verksamheten var att försöka krossa den. När regeringsstyrkorna visade sig vara otillräckliga för uppgiften kallade Tombalbaye in Frankrike i enlighet med militära fördrag som undertecknades 1960.
När den franska regeringen konfronterades med hur impopulärt ett sådant steg var instämde de med många tchadiska intellektuella att efterfråga en stor uppsättning politiska och ekonomiska reformer av Tchads regering. Tombalbaye var desperat efter franskt stöd och accepterade motvilligt den reformbeskickning med 33 medlemmar  Mission de Réforme Administrative (MRA), som anlände 1969 med befogenhet att omträna armén, omorganisera förvaltningen och rekommendera avskaffande av impopulära lagar och skatter. Den mest betydande politiska reformen var att Tchads främsta sultaner fullständigt återställdes till sin tidigare juridiska maktställning. Regeringen tillät dem också att återta sin funktion som skatteindrivare i utbyte mot 10% av intäkterna. Denna åtgärd, som Tombalbaye genomförde motvilligt, underminerade tillfälligt rebellernas verksamhet i centrala Tchad.
Liberaliseringen fortsatte i slutet av 1960-talet och början av 1970-talet. Efter presidentvalet 1969, då Tombalbaye ställde upp utan motkandidat, släpptes ungefär 600 politiska fångar, däribland ett antal framträdande muslimer. I april 1971 medgav Tombalbaye för första gången i ett tal inför PPT:s sjunde kongress att han hade gjort misstag och att det fanns vissa problem med hans politik. Han utlovade en kampanj för nationell försoning, och några veckor senare bildade han en regering som innefattade en större andel muslimer och nordtchadier. I juni släppte Tombalbaye ytterligare 1500 politiska fångar och reste runt i rebellområden i norr, där han utlovade bland annat statligt subventionerat salt och socker åt nomaderna i Zouar och Bardaï.
Dessa reformer och hjälp från Frankrike bidrog till det relativa lugnet under 1970 och 1971. Franska militära styrkor tillhandahöll omfattande och effektivt stöd med att hålla tillbaka upprorisk verksamhet i centrala Tchad. I juni 1971 hade det öppna upproret mestadels begränsats till isolerade fickor i Tibestiregionen. Efter inhemskt tryck började den franska regeringen dra tillbaka sina styrkor från Tchad.

## Tombalbayes fall
Tombalbayes reformarbete slutade abrupt i augusti 1971. Under den månaden hävdade han att han hade krossat en kupp som involverade några nyligen frigivna tchadier som föregivet hade stöd från Libyens ledare Muammar al-Gaddafi. Tomabalbaye bröt förbindelserna med Libyen och inbjöd Gaddafifientliga grupper att etablera baser i Tchad. I gengäld erkände Gaddafi FROLINAT, erbjöd (för första gången formellt) en operativ bas i Tripoli till Siddick, och ökade leveranserna till rebellerna i Tchad.
Lugnet i landet förföll ytterligare när studenter genomförde en strejk i N'Djamena i november 1971. Fastän den lätt kunde hållas tillbaka demonstrerade strejken växande politisering och missnöje bland unga medlemmar av eliten från södern och avspeglade deras ökade medvetenhet om arméns politiska potential. Tombalbaye ersatte sedan stabschefen, general Jacques Doumro, som var en favorit för studenterna, med överste Félix Malloum.
I juni 1972 tillfångatogs en grupp libysktränade sabotörer medan de försökte smuggla vapen och sprängmedel in i huvudstaden. Arresteringarna sammanföll med en allvarlig ekonomisk kris, en tilltagande torka, bittra interna strider i regeringen och oroligheter i huvudstaden. Dessa händelser övertygade Tombalbaye att överge sin politik för nationell försoning. Han fängslade mer än 1000 verkliga eller inbillade "fiender till staten." En antydan om hans växande misstro mot den tidigare säkra södern var att han tillfångatog hundratals sydtchadier och avsatte två viktiga ministrar från södern. Han genomförde också en dramatisk diplomatisk helomvändning som syftade till att få ekonomiskt stöd från arabvärlden och samtidigt underminera FROLINAT. För att stärka banden med arabvärlden bröt Tombalbaye Tchads förbindelser med Israel i september 1972. Några månader senare säkrade Tombalbaye ett inledande löfte om 23 miljarder CFA-franc från Libyen. År 1973 utlovade andra arabländer bistånd. Dessutom lämnade Tchad Organisation Commune Africaine, Malgache, et Mauricienne (OCAMM), en moderat allians av franskspråkiga afrikanska stater.
Tombalbayes strategi att skapa svårigheter för FROLINAT var framgångsrik. När Gaddafi började skära ned på leveranserna av militär utrustning och mat till rebellerna utbröt strider om de begränsade resurserna mellan FROLINAT:s Första befrielsearmé och FAN (som då också kallades Andra befrielsearmén). Andra befrielsearmén förlorade kontrollen över Ennedi och drog sig tillbaka till norra Borkou och Tibesti. I april 1974 slog den dock tillbaka genom att ta tre européer som gisslan, däribland en fransk arkeolog i Bardaï.
Vid denna tidpunkt upplöstes Tombalbayes presidentskap snabbt, medan större uppmärksamhet fästes på de verkliga och misstänkta hoten inifrån regeringen. I juni 1973 arresterade Tombalbaye Malloum, ledaren för PPT:s kvinnoförbund, och många andra partitjänstemän, mestadels från södern. Dessa personer hölls anklagade för "politisk trolldom" i något som kom att kallas "Svarta fåret-komplotten"  på grund av deras påstådda inblandning i djuroffer. När Outel Bono, en allmänt respekterad liberal politiker, mördades i Paris medan han organiserade ett nytt politiskt parti i augusti, trodde dock många att Tombalbayes regering låg bakom mordet. Samma månad beslöt Tombalbaye att ersätta PPT med ett nytt parti, Mouvement National pour la Révolution Culturelle et Sociale (MNRCS).
För att avvärja inhemsk kritik påbörjade Tombalbaye en kampanj för att främja authenticité, eller "Chaditude." Denna åtgärd syftade till att rensa ut utländska bruk och inflytanden. För att stärka sitt stöd från Tchads växande urbana elit afrikaniserade Tombalbaye flera ortnamn (Fort-Lamy och FortArchambault blev N'Djamena respektive Sarh) och beordrade tjänstemän att använda inhemska namn istället för europeiska. Han bytte sitt förnamn till Ngarta. Dessutom förmådde hans politik många utländska missionärer att återvända till sina hemländer. Hans högröstade attacker mot den franska regeringen var också populära. Tombalbaye for ut särskilt mot Jacques Foccart, den mäktige generalsekreteraren till Frankrikes president för afrikanska angelägenheter, som stämplades som "ont geni" och fördömdes formellt i en resolution i Nationalförsamlingen som källan till omkring "fjorton komplotter" mot Tchads regering.
För att återställa sitt sviktande stöd bland saratraditionalister på landsbygden i söder gav Tombalbaye sitt stöd för de stränga fysiska och psykologiska initiationsriterna för alla män i söder mellan sexton och femtio, och gjorde dem obligatoriska för varje icke-muslim som sökte bli antagen till förvaltningen, regeringen, och högre grader i militären. Från mitten av 1973 till april 1974 gick uppskattningsvis 3000 ämbetsmän från södern igenom prövningen, däribland två kabinettsministrar och en överste. Eftersom riterna uppfattades som anti-kristna och i huvudsak hämtade från en undergrupp av sarafolket förvärrade motståndet mot processen motsättningar mellan klaner och religiösa grupper. Snarare än att ge ökat stöd i södern skapade Tombalbayes åtgärd därmed missnöje bland tjänstemän, officerer och studenter.
Torkan som försvårades i början av 1970-talet påverkade också den urartande politiska situationen i Tchad. Under 1974 nådde den internationella kritiken mot Tchads hantering av biståndsinsatserna mot torkan en ny topp, då regeringens okänslighet och öppna profitering blev tydliga.
Som svar på den ekonomiska krisen lanserade regeringen Operation Agriculture ("Operation jordbruk"), som inbegrep en massiv bomullsplantering på obrukad jord. Projektet ökade produktionen något, men på bekostnad av stora ekonomiska förskjutningar och större förbittring i södern, särskilt från människor i städer och byar som togs ut av militären för att bli "frivilliga" i jordbruksarbetet.
I början av 1975 ansåg många iakttagare att Tombalbaye hade urgröpt sina två viktigaste stödbaser - södern och militären. Endast splittring inom sarafolket och oro för att södern möjligen skulle förlora inflytande i regeringen hade förhindrat en välorganiserad rörelse mot Tombalbaye. Dessutom hade Tombalbayes kritik mot arméns mediokra prestation på fältet under början av 1970-talet förargat officerskåren och upplöst dess lojalitet. Militären hade också anledning att klaga på att det ofta skedde utrensningar och omplaceringar i de högsta leden. I mars 1975 beordrade Tombalbaye att flera höga militära officerer skulle arresteras, som misstänkta i ännu en komplott. Den 13 april 1975 dödades Tombalbaye av flera enheter i N'Djamenas gendarmeri under ledning av lägre militära officerer.